# Gosnay
Gosnay é uma comuna francesa na região administrativa de Altos da França, no departamento de Pas-de-Calais. Estende-se por uma área de 2,21 km². Em 2010 a comuna tinha 962 habitantes (densidade: 435,3 hab./km²).